# Valeurs de la Charte
Ne doit pas être confondu avec Charte des valeurs.
En droit canadien, les valeurs de la Charte désignent les valeurs de la Charte canadienne des droits et libertés qui « sous‑tendent chaque droit et qui leur donnent un sens »; il s'agit d'un concept juridique distinct de la Charte elle-même qui sert à la fois :
- 1) d'outil d'interprétation statutaire,
- 2) de lignes directrices pour le développement de la common law, et
- 3) de cadre d'analyse obligatoire pour les décideurs administratifs dans l'exercice de leur pouvoir discrétionnaire[2].

## Application de la notion

### Interprétation des lois
Dans le domaine de l'interprétation législative, il n'existe aucune obligation pour les tribunaux d'interpréter les lois « de manière à les rendre conformes aux principes ou aux valeurs de la Charte canadienne, sauf pour trancher une ambiguïté qui persisterait à la suite de l’application de la méthode d’interprétation contextuelle ».
Autrement dit, c'est seulement en cas de doute persistant que les valeurs de la Charte interviennent pour interpréter le sens d'une loi. Dans les autres cas où il n'y a pas de véritable ambiguïté persistante, il n'est pas nécessaire de recourir aux valeurs de la Charte pour décider du sens d'une loi. La règle interprétative qui s'appuie sur les valeurs de la Charte canadienne est en réalité la même règle que celle qui est précisée à l'article 53 de la Charte des droits et libertés de la personne (Charte québécoise) : « Si un doute surgit dans l’interprétation d’une disposition de la loi, il est tranché dans le sens indiqué par la Charte ».

### Lignes directrices pour développer la common law
Les valeurs de la Charte peuvent servir au développement de la common law, notamment parce que la Charte s'applique à la common law. Dans l'arrêt Commission scolaire francophone des Territoires du Nord-Ouest c. Territoires du Nord-Ouest (Éducation, Culture et Formation), la Cour suprême donne plusieurs arrêts où les valeurs de la Charte ont permis de développer la common law : 
- SDGMR c. Dolphin Delivery Ltd. [7]
- R. c. Salituro[8]
- Hill c. Église de scientologie de Toronto [9]
- M. (A.) c. Ryan[10]

### Cadre d'analyse obligatoire pour les décideurs administratifs dans l'exercice de leur pouvoir discrétionnaire
La règle voulant que les décideurs administratifs doivent obligatoirement tenir compte  des valeurs de la Charte lorsqu'ils prennent une décision discrétionnaire est énoncée de manière claire dans l'arrêt Doré c. Barreau du Québec : 

« Le décideur doit se demander comment protéger au mieux la valeur en jeu consacrée par la Charte compte tenu des objectifs visés par la loi.  Cette réflexion constitue l’essence même de l’analyse de la proportionnalité et exige que le décideur mette en balance la gravité de l’atteinte à la valeur protégée par la Charte, d’une part, et les objectifs que vise la loi, d’autre part. C’est à cette étape que le rôle de la révision judiciaire visant à juger du caractère raisonnable de la décision s’apparente à celui de l’analyse effectuée dans le contexte de l’application du test de l’arrêt Oakes. »

À titre d'exemple de l'application de ce cadre d'analyse, dans l'arrêt Commission scolaire francophone des Territoires du Nord-Ouest, la Cour suprême du Canada a précisé au sujet de l'article 23 de la Charte canadienne des droits et libertés que l’objet de la disposition est « à la fois préventif, réparateur et unificateur ». Dans cette affaire, elle accueille un pourvoi contestant la décision d'une ministre des Territoires du Nord-Ouest de ne pas admettre des élèves à des écoles de langue française au motif qu'elle « devait non seulement considérer les valeurs consacrées par l’art. 23 dans l’exercice de son pouvoir discrétionnaire d’admettre les enfants de parents non‑ayants droit dans les écoles de la minorité franco‑ténoise, mais elle devait en outre procéder à une mise en balance proportionnée de ces valeurs avec les intérêts du gouvernement ».